# Osuské
Osuské (en hongrois : Aszos, Oszuszkó ) est un village de Slovaquie situé dans la région de Trnava.

## Histoire
La première mention écrite du village date de 1262.

## Démographie

### Évolution de la population
| Année:               | 1994. | 2004.   | 2014.   | 2024.   |
| -------------------- | ----- | ------- | ------- | ------- |
| Nombre de personnes: | 629   | 614     | 606     | 587     |
| Différence:          |       | -2,38 % | -1,30 % | -3,13 % |

| Année:               | 2023. | 2024.   |
| -------------------- | ----- | ------- |
| Nombre de personnes: | 597   | 587     |
| Différence:          |       | -1,67 % |